# Campeonato Mundial de Atletismo de 2007 - Maratona feminina
A maratona feminina no Campeonato Mundial de Atletismo de 2007 foi realizada nas ruas de Osaka, no Japão, no dia 2 de setembro de 2007.

## Recordes
Antes desta competição, os recordes mundiais e do campeonato nesta prova eram os seguintes:
| Tipo                  | Atleta          | Tempo   | Local     | Data                 |
| --------------------- | --------------- | ------- | --------- | -------------------- |
|                       | Paula Radcliffe | 2:15:25 | Londres   | 13 de abril de 2003  |
| Recorde do campeonato | Paula Radcliffe | 2:20:57 | Helsinque | 14 de agosto de 2005 |

## Medalhistas
| Ouro                    | Prata              | Bronze           |
| Catherine Ndereba (KEN) | Zhou Chunxiu (CHN) | Reiko Tosa (JPN) |

## Calendário
Todos os horários estão no horário local (UTC+9)
| Data          | Horário | Fase  |
| ------------- | ------- | ----- |
| 2 de setembro | 07:00   | Final |

## Resultados
A final ocorreu dia 2 de setembro às 07:00.
| Pos.              | Atleta                       | Nacionalidade        | Tempo   | Notas                |
| ----------------- | ---------------------------- | -------------------- | ------- | -------------------- |
| Medalha de ouro   | Catherine Ndereba            | Quênia               | 2:30:37 | Recorde da temporada |
| Medalha de prata  | Zhou Chunxiu                 | China                | 2:30:45 |                      |
| Medalha de bronze | Reiko Tosa                   | Japão                | 2:30:55 | Recorde da temporada |
| 4                 | Zhu Xiaolin                  | China                | 2:31:21 |                      |
| 5                 | Lidia Șimon                  | Roménia              | 2:31:26 | Recorde da temporada |
| 6                 | Kiyoko Shimahara             | Japão                | 2:31:40 | Recorde da temporada |
| 7                 | Rita Jeptoo                  | Quênia               | 2:32:03 | Recorde da temporada |
| 8                 | Edith Masai                  | Quênia               | 2:32:22 |                      |
| 9                 | Mara Yamauchi                | Grã-Bretanha         | 2:32:55 |                      |
| 10                | Lyubov Morgunova             | Rússia               | 2:33:41 |                      |
| 11                | Zhang Shujing                | China                | 2:33:46 |                      |
| 12                | Gulnara Vygovskaya           | Rússia               | 2:33:57 |                      |
| 13                | Nina Rillstone               | Nova Zelândia        | 2:33:58 | Recorde da temporada |
| 14                | Mari Ozaki                   | Japão                | 2:35:04 |                      |
| 15                | Madaí Pérez                  | México               | 2:35:17 |                      |
| 16                | Souad Aït Salem              | Argélia              | 2:35:29 |                      |
| 17                | Anna Incerti                 | Itália               | 2:36:36 | Recorde da temporada |
| 18                | Yumiko Hara                  | Japão                | 2:36:40 |                      |
| 19                | Tracey Morris                | Grã-Bretanha         | 2:36:40 | Recorde da temporada |
| 20                | Melanie Kraus                | Alemanha             | 2:37:20 |                      |
| 21                | Sun Weiwei                   | China                | 2:37:53 |                      |
| 22                | Askale Tafa                  | Etiópia              | 2:38:01 |                      |
| 23                | Yasuko Hashimoto             | Japão                | 2:38:36 |                      |
| 24                | Rose Cheruiyot               | Quênia               | 2:38:56 |                      |
| 25                | Hellen Jemaiyo Kimutai       | Quênia               | 2:39:14 |                      |
| 26                | Deborah Toniolo              | Itália               | 2:39:46 | Recorde da temporada |
| 27                | Anna Rahm                    | Suécia               | 2:41:15 |                      |
| 28                | Alina Gherasim               | Roménia              | 2:41:40 |                      |
| 29                | Kirsten Melkevik Otterbu     | Noruega              | 2:41:57 |                      |
| 30                | Helena Javornik              | Eslovênia            | 2:42:03 |                      |
| 31                | Ann Alyanak                  | Estados Unidos       | 2:42:23 |                      |
| 32                | Nailiya Yulamanova           | Rússia               | 2:42:56 |                      |
| 33                | Živilė Balčiūnaitė           | Lituânia             | 2:43:28 |                      |
| 34                | Tabitha Tsatsa               | Zimbabwe             | 2:44:20 |                      |
| 35                | Zoila Gómez                  | Estados Unidos       | 2:44:49 |                      |
| 36                | Anália Rosa                  | Portugal             | 2:45:38 | Recorde da temporada |
| 37                | Wei Yanan                    | China                | 2:45:50 |                      |
| 38                | Dana Coons                   | Estados Unidos       | 2:46:12 | Recorde da temporada |
| 39                | Annemette Aagaard            | Dinamarca            | 2:46:22 |                      |
| 40                | Bahar Doğan                  | Turquia              | 2:46:25 |                      |
| 41                | Nili Abramski                | Israel               | 2:46:27 |                      |
| 42                | Mary Akor                    | Estados Unidos       | 2:47:06 |                      |
| 43                | Susanne Hahn                 | Alemanha             | 2:47:29 |                      |
| 44                | Lim Kyung-Hee                | Coreia do Sul        | 2:49:30 | Recorde da temporada |
| 45                | Chae Eun-Hee                 | Coreia do Sul        | 2:50:26 |                      |
| 46                | Eleni Donta                  | Grécia               | 2:50:59 |                      |
| 47                | Zekiros Adanech              | Etiópia              | 2:54:00 |                      |
| 48                | Lucilla Andreucci            | Itália               | 2:56:19 |                      |
| 49                | Samia Akbar                  | Estados Unidos       | 2:56:27 | Recorde da temporada |
| 50                | Georgia Abatzidou            | Grécia               | 2:59:22 | Recorde da temporada |
| 51                | Patricia Gauquelin           | Polinésia Francesa   | 3:03:08 | Recorde da temporada |
| 52                | Luvsanlkhündegiin Otgonbayar | Mongólia             | 3:04:59 | Recorde da temporada |
| 53                | Kerstin Mennenga-Metzler     | Liechtenstein        | 3:11:45 |                      |
| 54                | Tanith Maxwell               | África do Sul        | 3:14:56 |                      |
| 55                | Poppy Mlambo                 | África do Sul        | 3:23:55 |                      |
| 56                | Robe Tola                    | Etiópia              | 3:26:45 |                      |
| 57                | Melissa Henderson            | Belize               | 3:52:35 |                      |
|                   | Luciah Kimani                | Bósnia e Herzegovina | DNF     |                      |
|                   | Domingas Embana Togna        | Guiné-Bissau         | DNF     |                      |
|                   | Lioudmila Kortchaguina       | Rússia               | DNF     |                      |
|                   | Angélica Sánchez             | México               | DNF     |                      |
|                   | Dire Tune                    | Etiópia              | DNF     |                      |
|                   | Luminița Talpoș              | Roménia              | DNF     |                      |
|                   | Galina Bogomolova            | Rússia               | DNF     |                      |
|                   | Nuţa Olaru                   | Roménia              | DNF     |                      |
|                   | Giovanna Volpato             | Itália               | DNF     |                      |
|                   | Shitaye Gemechu              | Etiópia              | DNS     |                      |

Legenda
| Recorde mundial       | Recorde mundial (World record)               |                       | Recorde africano                      | Recorde africano (African) |                                           | Q | Classificado por posição (Qualified) |
| Recorde do campeonato | Recorde do campeonato (Championship record)  | Recorde da América    | Recorde da América (Americas)         | q                          | Classificado por melhor tempo (Qualified) |   |                                      |
| Melhor marca do ano   | Melhor marca do ano (World leading)          | Recorde asiático      | Recorde asiático (Asian)              | DNS                        | Não largou (Did not start)                |   |                                      |
| Recorde nacional      | Recorde nacional (National record)           | Recorde europeu       | Recorde europeu (European)            | DNF                        | Não terminou (Did not finish)             |   |                                      |
| Recorde pessoal       | Recorde pessoal do atleta (Personal best)    | Recorde da Oceania    | Recorde da Oceania (Oceania)          | DSQ / DQ                   | Desclassificado (Disqualified)            |   |                                      |
| Recorde da temporada  | Recorde da temporada do atleta (Season best) | Recorde sul-americano | Recorde sul-americano (South America) | NM                         | Sem marca (No mark)                       |   |                                      |